# Sandvik, Ronneby kommun
Sandvik är en småort i Edestads socken i Ronneby kommun i Blekinge län.